# Þykkvibær
Þykkvibær ist ein Ort im Süden und gilt als das älteste Dorf in Island.
Der Dorfname taucht 1270 im Kirchenbuch von Oddi erstmals auf. Die Besiedlung geht zurück auf Þorkell bjálfi, der auf Haf siedelte. Das Dorf liegt etwa 15 km südsüdwestlich von Hella und ist von der Ringstraße über den Þykkvabæjarvegur  zu erreichen. Þykkvibær liegt zwischen den Flüssen Þjórsá und Hólsá, die bei Überflutungen das Dorf ganz vom Wasser umschlossen, bevor 1923 Dämme errichtet wurden. Heute ist Þykkvibær für den Kartoffelanbau im Land bekannt. 